# Musica afroamericana
La musica afroamericana comprende una grande varietà di generi musicali quali spiritual, gospel, blues, jazz, swing, rhythm and blues, rock and roll, soul, funk, rap, reggae, derivanti o influenzati dalla cultura degli afroamericani. Talvolta ci si riferisce a questa tipologia di generi indicandoli come black music (un tempo race music).
I primi immigrati neri nordamericani erano schiavi da impiegare nelle piantagioni di cotone. Questi hanno portato con sé le canzoni polifoniche legate a numerosissimi gruppi etnici dell'Africa occidentale e sub-sahariana.
Negli Stati Uniti, le varie tradizioni culturali si unirono con le influenze europee della polka, dei valzer e della musica classica. In periodi successivi vi furono molte innovazioni e cambiamenti e, nel XXI secolo, i generi afro-americani sono divenuti tra i più importanti e più seguiti di tutta la scena musicale.

## Storia

### Nel XIX secolo

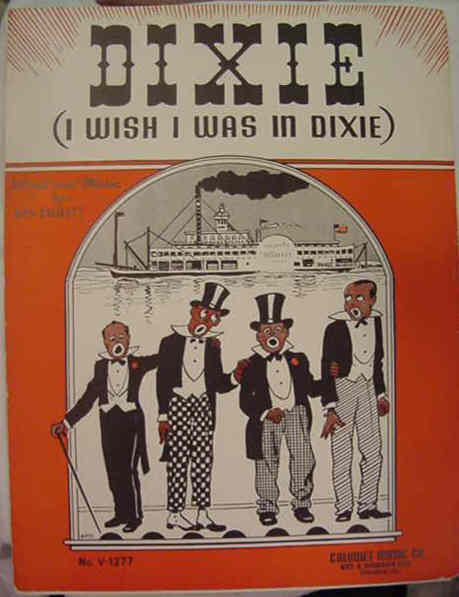
Un manifesto dell'epoca

Gli afroamericani iniziarono a esercitare un'influenza nel mainstream musicale americano nel XIX secolo con l'avvento degli spettacoli detti Blackface Minstrels, infarciti di stereotipi e scene comiche, ed interpretati da attori bianchi con volti dipinti di nero per rappresentare gli afroamericani. Si trattava di spettacoli da un lato infarciti di razzismo, ma che furono capaci di svelare agli americani diversi aspetti tipici della cultura popolare dei neri d'America.
Il banjo diventò così strumento popolare, ed i ritmi derivati dalla cultura africana furono incorporati nelle canzoni di Stephen Foster ed altri musicisti dell'epoca. Negli anni '30 del secolo, il Grande Risveglio (Great Awakening) portò la nascita di un fondamentalismo, specialmente tra gli afroamericani, che ripresero i canti degli schiavi una ampia varietà di Spiritual ed in generale in vari aspetti della musica sacra cristiana. Diverse di queste canzoni erano messaggi in codice per sovvertire il potere padronale sugli schiavi, o segnalare la via di fuga.
Nel periodo successivo alla guerra civile americana, la diffusione di musica afroamericana continuò. I Fisk Jubilee Singers iniziarono il loro primo tour nel 1871. Artisti come Morris Hill e Jack Delaney contribuirono a rivoluzionare la musica afroamericana del dopoguerra negli Stati Uniti centrali ed orientali. Negli anni successivi, gli Hampton Students ed altre Jubilee troops (gruppi di canto cristiano) sorsero ed iniziarono a percorrere l'America in tour. La prima compagnia di commedia musicale nera, Hyers Sisters Comic Opera Company, fu istituita nel 1876.
Alla fine del secolo, la musica afroamericana era già una parte integrante di cultura americana tradizionale. I musicisti ragtime come Scott Joplin diventarono popolari ed alcuni presto furono associati alla rinascita di Harlem ed ai primi attivisti per i diritti civili.

### Primi decenni del XX secolo
La parte iniziale del XX secolo vide un aumento costante nella popolarità del Blues e del Jazz, due stili tipici degli afroamericani. Così come gli sviluppi nel campo delle arti visive, l'Harlem Renaissance dell'inizio di XX secolo, condusse agli sviluppi nella musica.
Vi erano anche musicisti latinoamericani e bianchi d'America dei generi blues e jazz, e già all'epoca vi era una comunicazione interculturale tra le varie etnie (euroamericani, latinoamericani, afroamericani). La musica ebrea Klezmer, ad esempio, ebbe notoriamente un'influenza sul jazz, mentre Jelly Roll Morton spiegò che una tinta latina era componente necessaria per una buona musica. La musica afroamericana fu spesso "rivista" pesantemente per il pubblico bianco, che non avrebbe accettato prontamente musicisti neri, conducendo così a generi musicali quali lo Swing e le conseguenze basate sul pop del jazz.
Sul palco, i primi musical scritti e prodotti dagli afroamericani a comparire a Broadway debuttarono nel 1898 con A Trip to Coontown di Robert Cole e Billy Johnson. Nel 1901, la prima registrazione di musicisti neri di cui si abbia conoscenza fu quella effettuata da Bert Williams e George Walker. La prima opera scritta da un afroamericano fu rappresentata nel 1911: Treemonisha di Scott Joplin. L'anno seguente, ci fu il primo di una serie di concerti annuali di musica dell'orchestra sinfonica nera a Carnegie Hall.
Per il ritorno del musical nero a Broadway occorre aspettare il 1921 con Shuffle Along di Sissle & Blake. Nel 1927, fu effettuato un concerto di musica nera a Carnegie Hall comprendente jazz, spiritual e musica sinfonica della W.C. Handy's Orchestra, ed altri cantanti del genere religioso. Il primo musical cinematografico prodotto da una major con un cast afroamericano fu Hallelujah di King Vidor nel 1929. La prima sinfonia di un compositore nero effettuata da un'orchestra importante fu Afro-American Symphony di William Grant Still con la New York Philharmonic. Diversi esecutori afroamericani furono poi invitati a partecipare ad opere come Porgy and Bess, ed a Four Saints in Three Acts di Virgil Thomson. Inoltre Negro Folk Symphony di William Dawson del 1934 diventò il secondo lavoro di un compositore afroamericano a ricevere le attenzioni di un'importante orchestra, con l'esecuzione da parte della Philadelphia Orchestra.

### La metà del XX secolo
Intorno agli anni quaranta le cover delle canzoni afroamericane ebbero una grande diffusione e spesso scalarono le classifiche, mentre i musicisti originali ebbero minor successo. In quel periodo si coniò un termine in inglese per indicare la musica afroamericana, Rhythm and blues, che in seguito passò a designare un genere musicale ben preciso, molto melodico e spesso fatto da gruppi che cantavano a cappella. Da questo stile musicale derivò alla fine del decennio quello che sarebbe stato chiamato Rock and roll, i cui esponenti principali sono stati Little Richard e Ike Turner: quest'ultimo incise con i Kings of Rhythm quella che è considerata la prima canzone Rock and roll nel 1951, Rocket 88, sotto lo pseudonimo di Jackie Brenston & His Delta Cats.
Durante il decennio seguente si diffuse anche il Rockabilly di Bill Haley e Elvis Presley, una fusione di Rock and roll e musica Country (nel gergo dell'inglese americano: Hillbilly music), mentre artisti di colore come Chuck Berry e Bo Diddley ebbero un successo senza precedenti. In particolare Presley rappresentò uno spartiacque nella musica americana e segnò l'inizio dell'accettazione di gusti musicali che erano comuni tra il pubblico al di là delle barriere etniche, essendo il primo bianco a fare generi musicali tipicamente afroamericani. Negli anni cinquanta si vide anche la diffusione dello stile Doo-wop, che fonde elementi del Rhythm and blues con, tra gli altri, Spiritual, Gospel, Blues e Swing.
Alla fine di quel decennio ebbe grande popolarità sia in America che in Inghilterra anche il blues di inizio secolo. Sempre in quel periodo si sviluppò inoltre una forma secolarizzata della musica Gospel con elementi propri del Rhythm and blues chiamata musica Soul, i cui maggiori rappresentanti sono stati Ben E. King, Sam Cooke e Otis Redding, come anche Diana Ross (proveniente dalle Supremes), Aretha Franklin e Dionne Warwick. La musica Soul rimase sempre popolare tra i neri, e quando lo fu anche tra i bianchi essa rivoluzionò la musica afroamericana con canzoni intelligenti e filosofiche, spesso di contenuto sociale ma anche aventi tematiche d'amore: la canzone di Marvin Gaye What's Going On è forse la canzone più rappresentativa di questo genere.
Negli anni sessanta si sviluppò anche uno stile di Rock and roll che celebrava la balneazione estiva, il Surf rock, i cui principali esponenti furono gruppi maschili come i Beach Boys e i Trashmen, ma anche gruppi femminili (molti dei quali di colore) come le Angels e le Shangri-Las, tutti provenienti dagli Stati Uniti. Sempre nello stesso decennio in Inghilterra il British blues divenne gradualmente un fenomeno di massa che ritornò negli Stati Uniti con il fenomeno della British invasion, un gruppo di musicisti dai vari generi musicali ma tutti riconducibili al o derivanti dal Rock and roll, i più famosi dei quali furono i Beatles, la cui Musica beat, dei quali loro sono stati i massimi rappresentanti, mescolava il Rock and roll britannico al Doo-wop, al Rhythm and blues, al Pop e allo Skiffle (fatto dai Quarrymen, ovvero il nome dei Beatles negli anni cinquanta), consistente in un misto di Folk, Blues, Jazz e Country.
Nella seconda metà del decennio si affermò un altro genere musicale, sempre afroamericano: la musica Funk, che accoglieva influenze sia dal Soul che dalla Musica psichedelica e che ebbe tra i suoi massimi artefici cantanti di colore come James Brown (proveniente dal gruppo dei Famous Flames), George Clinton con i suoi gruppi (i Parliament, nati come gruppo Doo-wop, e i Funkadelic) e Patti LaBelle (che proveniva dal gruppo femminile delle Labelles). Uno stile molto in voga sempre nella seconda metà degli anni sessanta, il Folk rock, era fatto da gruppi per lo più statunitensi come i The Mamas & the Papas (tra i pochi gruppi a resistere alla British invasion), i Byrds, i Turtles, i Buffalo Springfield, e da solisti come Bob Dylan, Joan Baez e la Cher degli inizi; così come un altro genere di fusione in voga nella seconda metà del decennio era il Blues rock, fatto da gruppi per lo più inglesi come i Rolling Stones, gli Yardbirds, gli Animals, i Cream, i Fleetwood Mac (anglo-americani), da solisti inglesi come Eric Clapton e da bluesmen afroamericani come B.B. King.

### Anni '70 e gli anni '80 del XX secolo
Gli anni settanta videro un generale declino della popolarità dei gruppi musicali afroamericani. Album di genere Soul continuarono a godere di un certo successo, mentre musicisti come Smokey Robinson aiutavano lo stile a spostarsi su sonorità più lente e rilassate dette quiet storm (dal nome di una sua canzone intitolata A Quiet Storm del 1976). Il Funk ebbe un'evoluzione che seguì principalmente due strade: la prima era un percorso tradizionale che riprendeva sonorità Pop e Soul tipico del genere, portata avanti da gruppi come Sly & the Family Stone e i celeberrimi The Jackson 5; mentre la seconda tendeva a fonderlo con altri tipi di musica, come la psichedelica, sviluppata da musicisti come i già citati George Clinton con i suoi gruppi Parliament e Funkadelic, promotori di quel sottogenere che verrà definito come P-Funk.
I musicisti neri giunsero generalmente a successi limitati nell'ambito del grande pubblico, benché gli afroamericani fossero stati il fulcro dell'invenzione di tipi di musica come la Disco music ed alcuni artisti, come Gloria Gaynor e Kool & the Gang, avessero un pubblico musicalmente eterogeneo. Il pubblico bianco preferiva i gruppi Country rock, i cantautori e, in alcune culture, generi come l'Heavy metal ed il Punk rock, anche se vi erano rare eccezioni in entrambi i versanti.
Gli anni settanta videro inoltre l'invenzione della musica Hip hop, in un primo momento in fase underground: gli immigrati giamaicani come DJ Kool Herc e poeti come Gil Scott-Heron sono spesso citati come i maggiori contributori del giovane genere, nato dai block parties di Harlem, e presentatosi nel tempo come un'ampia subcultura con elementi di ribellione e progressismo, dai testi aventi temi sociali. Ai block parties, i DJs selezionavano dischi di genere solitamente Funk, mentre gli MCs introducevano le canzoni al pubblico danzante. Con il tempo, i DJ iniziarono ad isolare e ripetere i Breaks contenenti percussioni, grazie ai mixer audio e a due dischi diversi, producendo un costante beat molto adatto al ballo, su cui gli MCs iniziarono ad improvvisare elaborate introduzioni e, successivamente, intere liriche. Le prime incisioni Hip hop coprono un arco di tempo che va dal 1979 al 1986, chiamato dai musicologi Old school hip hop, e la prima canzone famosa a scalare le classifiche fu proprio nel 1979 Rapper's Delight, dei Sugarhill Gang; l'Hip hop uscì dalla sua città natale, New York, per diffondersi in tutti gli Stati Uniti, e nel contempo diversificarsi, lungo tutto il decennio grazie ad un DJ destinato a divenir famoso: Afrika Bambaataa.
Nei primi anni ottanta un genere di EDM che ebbe sicuramente una larga popolarità fu la Musica house con i suoi vari sottogeneri: la Miami bass, l'Hip house di Chicago, l'Hardcore hip hop di Los Angeles e la musica Go-go di Washington D.C.; tra queste solo la Miami bass raggiunse un certo successo nel mainstream musicale. Negli anni successivi, la Miami bass fu relegata soprattutto agli stati sudorientali degli Stati Uniti, mentre la Hip house prese piede nei Campus Universitari ed in quelli che successivamente verranno ribattezzati raves; la Go-go, così come la Miami bass, rimase essenzialmente un genere a carattere regionale incapace di avere un buon audience al di fuori della propria scena locale.
Tra la fine degli anni settanta e l'inizio degli ottanta gli artisti di maggior successo del periodo che salirono alla ribalta sono stati afroamericani come Michael Jackson, Prince, Whitney Houston e Lionel Richie, provenienti da gruppi o debuttanti già come solisti, fautori di un altro genere Electronic dance music che mescolava elementi Bubblegum pop alla Disco, alla House, al Synthpop e alla New Wave chiamato Dance pop, che diede origine al New Jack Swing nella seconda metà del decennio. Uno stile musicale sempre da discoteca dei primi anni ottanta fu anche la musica Electro, che mescolava la Musica elettronica con il Funk, ma non ebbe popolarità se non tra il pubblico che frequentava i nightclub.
L'House, nata a Chicago col contributo di vari DJ il più famoso dei quali è Frankie Knuckles, si espanse nella seconda metà del decennio mutando il proprio suono in una direzione maggiormente elettronica, creando, nella seconda metà del decennio, stili come la Techno, nata a Detroit grazie a DJ come Juan Atkins. In risposta a questi generi sperimentali, orientati soprattutto al DJing fatto prevalentemente proprio da neri, suoni con prevalente presenza della Disco, che ebbe come centro il pubblico multietnico di New York, degli anni settanta ed ottanta iniziò ad essere particolarmente apprezzata in discoteche di Chicago, New York, Los Angeles, Detroit e Boston. Successivamente, il pubblico europeo ha abbracciato questo tipo di musica dance elettronica con addirittura maggior entusiasmo della controparte statunitense.
Sempre nella seconda metà del decennio, tuttavia, due gruppi musicali Hip hop sono stati capaci di giungere anche al pubblico bianco in maniera massiccia: le liriche rivoluzionarie dalla connotazione politica dei Public Enemy si dimostrarono molto più controverse della precedente produzione hip hop, mentre gli N.W.A fecero salire alla ribalta il West Coast hip hop contribuendo a far conoscere contemporaneamente il sottogenere Gangsta rap. Sebbene abbiano dimostrato la medesima animosità a livello discografico, i due gruppi hanno avuto due differenti approcci allo stile musicale: i Public Enemy hanno registrato diversi brani criticando l'Esercito Statunitense e la presenza di droga nelle comunità urbane, mentre gli N.W.A hanno preferito pezzi di tributo alle gang, criticando soprattutto l'atteggiamento della polizia e del governo federale; ma la maggior differenza rimane l'utilizzo da parte degli N.W.A di massicce dosi di "oscenità" nei dischi, caratteristica quasi assente nei Public Enemy. Il principale successo commerciale degli N.W.A fu un metro di paragone per il Rap nei successivi sei anni: in questo periodo, infatti, il Gangsta rap fu quasi l'unica forma di musica rap trasmessa dalle stazioni radio. Ma accanto ad esso stavano andando in voga altri artisti Hardcore hip hop e Old School Hip Hop con influenze nelle sonorità dal Jazz al Rock al Funk, in particolare Eric B. & Rakim, Boogie Down Productions, Cypress Hill, Gang Starr, Pete Rock & CL Smooth. In genere questi però si differenziavano per un tipo di rapping più soft e liricamente più elaborato rispetto agli ascendenti artisti del Gangsta rap.

### Gli anni '90 del XX secolo e l'inizio del XXI
L'Hip hop e la Contemporary R&B furono i più popolari generi musicali neri tra la fine del XX e l'inizio del XXI secolo.
Negli anni novanta l'Hip hop vide un periodo d'oro, grazie allo sviluppo di artisti con stili e temi diversi, impegnati dalla politica, alla strada, alla spiritualità e tanto altro, e si venne delineando quella tradizione, consolidatasi nei decenni successivi, attraverso la quale le canzoni Hip hop/Contemporary R&B sono cantate da due rapper o da un rapper e una cantante R&B.
La popolarità è durante tutto il decennio prettamente dominata dal East Coast rap, grazie ad artisti di grande calibro come Public Enemy, Wu-Tang Clan, Kool G Rap, The Roots, A Tribe Called Quest, De La Soul, Black Moon, Nas, Big Pun, The Notorious B.I.G., Mos Def, Das EFX, Naughty By Nature, Masta Ace, Onyx, Mobb Deep, M.O.P. Gravediggaz, Capone-N-Noreaga.
La West Coast rap era già conosciuta grazie ad artisti come gli N.W.A e i Cypress Hill, ma dal 1992 circa raggiunge l'apice della popolarità sul piano mainstream, grazie all'affermazione definitiva e all'uscita di artisti quali MC Eiht, Dr. Dre, Ice Cube, Eazy-E, Tupac Shakur.
Il Contemporary R&B, conosciuto così come una versione Post-disco della musica Pop con elementi Soul e Funk, nacque negli anni ottanta e rimase popolare dai novanta in poi. Gruppi musicali maschili in stile soul come The Temptations e The O'Jays furono particolarmente conosciuti, ad essi vanno aggiunti New Edition, Boyz II Men, Jodeci, BLACKstreet e, più tardi, Dru Hill e Jagged Edge. Analoghi gruppi femminili, comprese le TLC, le Destiny's Child e le En Vogue, raggiunsero un ottimo successo, tanto che le seconde diventarono poi il gruppo femminile con le più alte vendite di tutti i tempi.
Durante gli anni novanta popolari furono anche cantautori Hip hop come R. Kelly, Montell Jordan, D'Angelo e Raphael Saadiq dei Tony! Toni! Toné!  ed artisti come Mariah Carey, Mary J. Blige e i BLACKstreet, che hanno istituito nella cultura popolare la musica R&B, diffusero un nuovo genere di fusione denominato Hip hop soul. La musica di D'Angelo, ispirata alle composizioni di artisti Soul come Marvin Gaye e Stevie Wonder, guidò lo sviluppo del Neo soul, diventato popolare nei tardi anni novanta ed all'inizio dei duemila grazie ad artisti come Lauryn Hill (proveniente dai Fugees, un gruppo che faceva proprio Hip hop e Soul), Erykah Badu, Maxwell, India.Arie e Musiq Soulchild.
Il XXI secolo, ha visto l'R&B spostare la propria attenzione verso artisti solisti come Usher ed Alicia Keys, e nonostante questo, gruppi come i B2K e le Destiny's Child hanno continuato ad avere grande successo. La linea di demarcazione fra hip hop ed R&B è andata diventando sempre più vaga ed incerta soprattutto grazie a produttori musicali come Timbaland e Lil Jon, e ad artisti come Lauryn Hill, Nelly, ed André 3000: quest'ultimo, assieme a Big Boi, ha contribuito in maniera decisiva alla diffusione (grazie agli OutKast, il loro gruppo degli anni novanta) del Southern hip hop, già fatto conoscere alla metà degli anni ottanta grazie a gruppi quali i Geto Boys.
Per quanto riguarda l'Hip hop negli anni duemila si è vista la rapidissima affermazione del Dirty South hip hop (altro nome per indicare il Southern rap) in più forme, grazie ad artisti di grande impatto commerciale, come , T.I., Flo Rida, Rick Ross, G-Unit, Pitbull e altri.
Il termine Urban music è invece privo di connotazione razziale, sinonimo di Hip hop ed R&B, ed altri generi associati alla cultura hip hop originatasi a New York. Il termine riflette inoltre il fatto che questi generi musicali sono particolarmente popolari nelle aree urbane degli Stati Uniti, dove si riscontra un'alta concentrazione di comunità di colore, e di pubblico giovanile.

In Italia invece, specialmente nella Riviera Romagnola, il termine "Afro" più che alla musica afroamericana fa riferimento ad un misto di varie sonorità che vanno dal funk al reggaeton latino. Il precursore di questo movimento nato verso gli anni 90 è un famoso DJ locale detto DJ Meo. Il movimento si è poi espanso in tutte le discoteche dell'Emilia Romagna fino ad oggi. Da questo movimento è poi nata una delle discoteche più famose d'Italia in provincia di Rimini, le Afrofellonike.